# Park Grzybowy w Piłce
Park Grzybowy – park tematyczny zlokalizowany w Piłce w powiecie czarnkowsko-trzcianeckim (lasy Puszczy Noteckiej).
Założenie o powierzchni jednego hektara jest pierwszym w Polsce parkiem tematycznym poświęconym grzybom. Osią parku jest ścieżka edukacyjno-przyrodnicza, przy której rozlokowano powiększone modele grzybów (0,5–3 m wysokości) oraz modele polskich zwierząt leśnych wzbogacone stosownymi opisami przyrodniczymi. W założeniu mają ukazywać różnorodność i bogactwo lasów Puszczy Noteckiej. Obiekt oddano do użytku 23 czerwca 2013 z inicjatywy gminy Drawsko. Dofinansowano go ze środków Europejskiego Funduszu Rolnego na rzecz Rozwoju Obszarów Wiejskich w ramach działania nr 413 Wdrażanie Lokalnych strategii Rozwoju. 
Park jest terenem edukacyjnym – prowadzone są tutaj plenerowe lekcje biologii dla młodzieży.

## Galeria

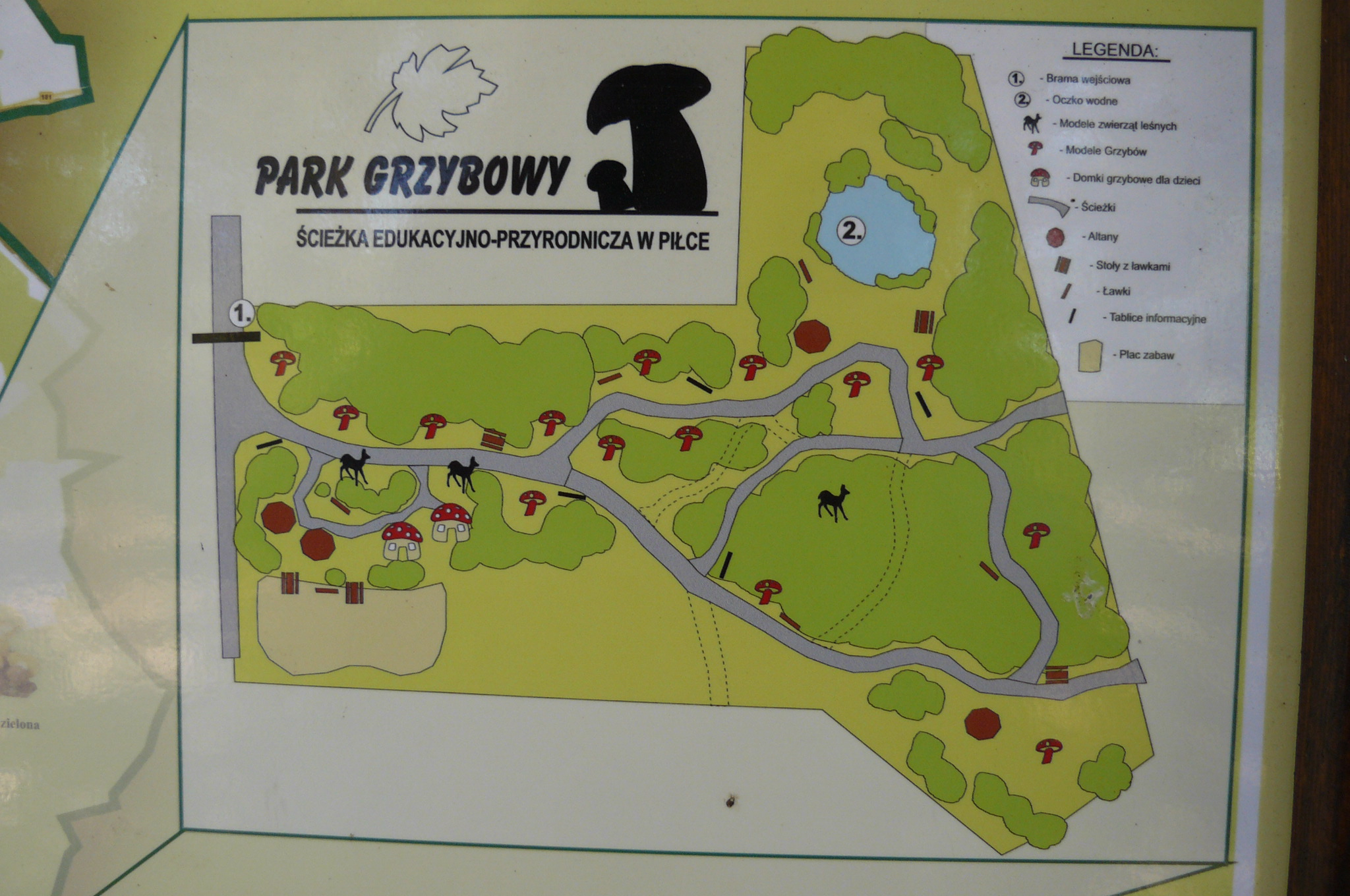
Plan parku
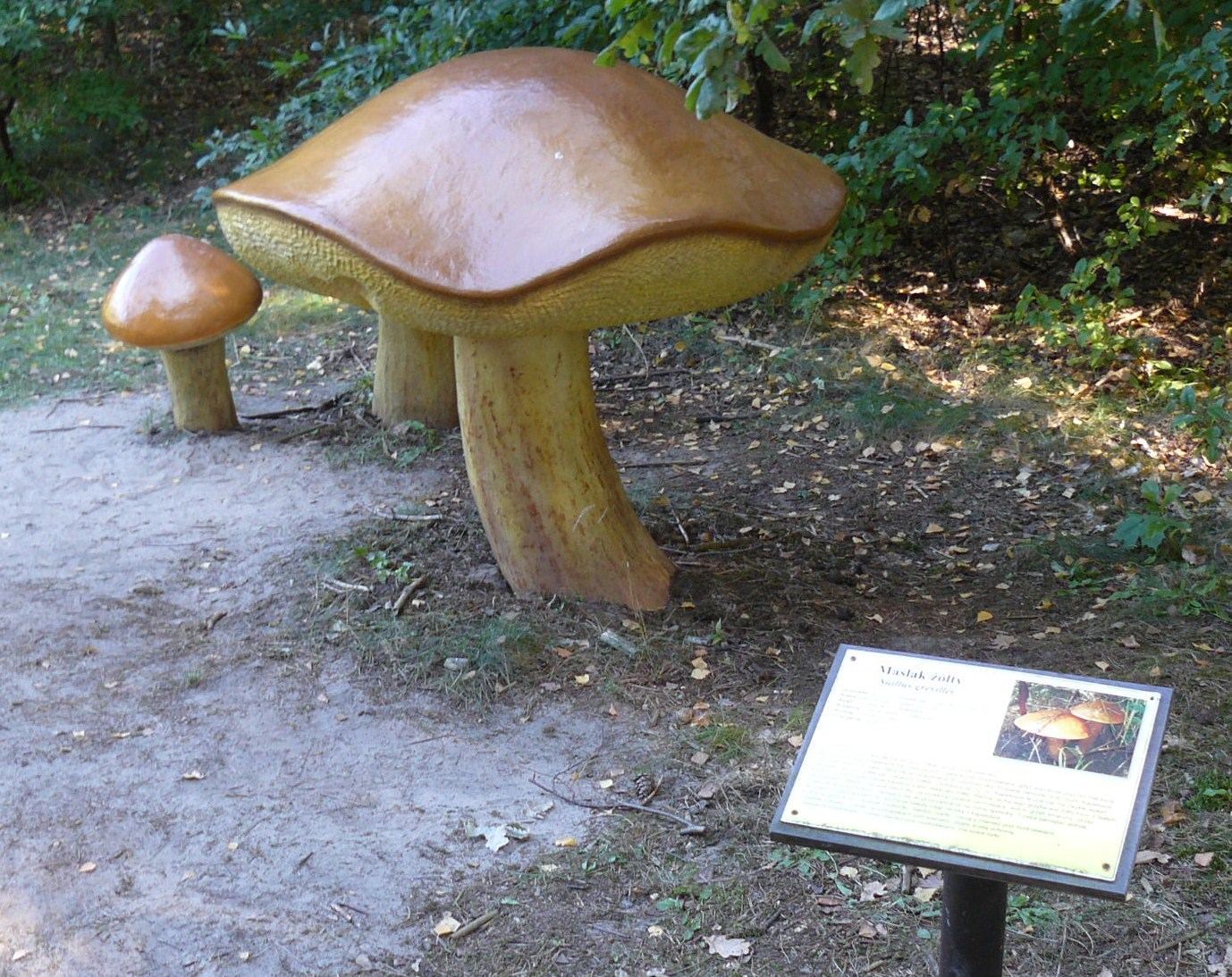
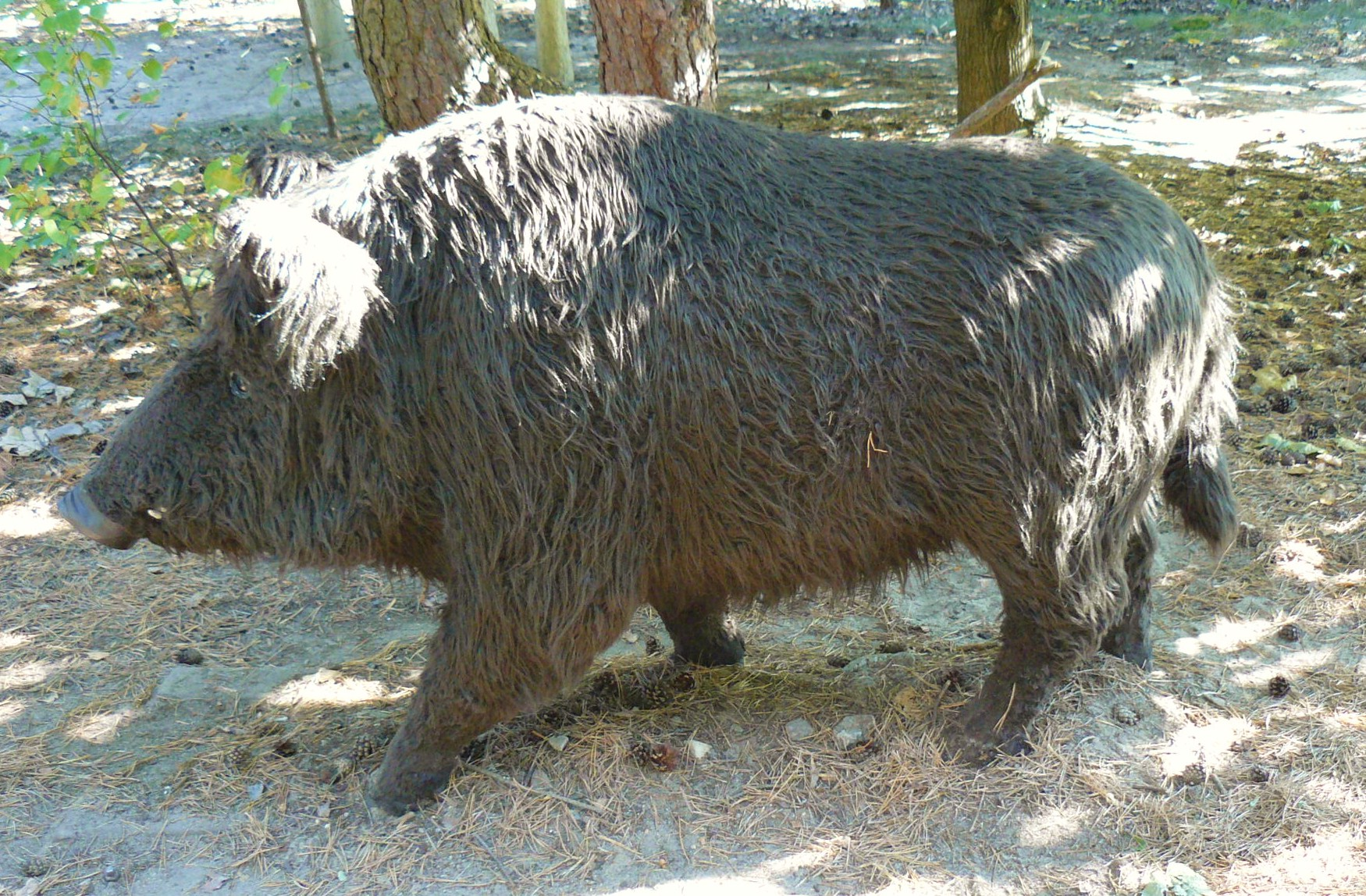
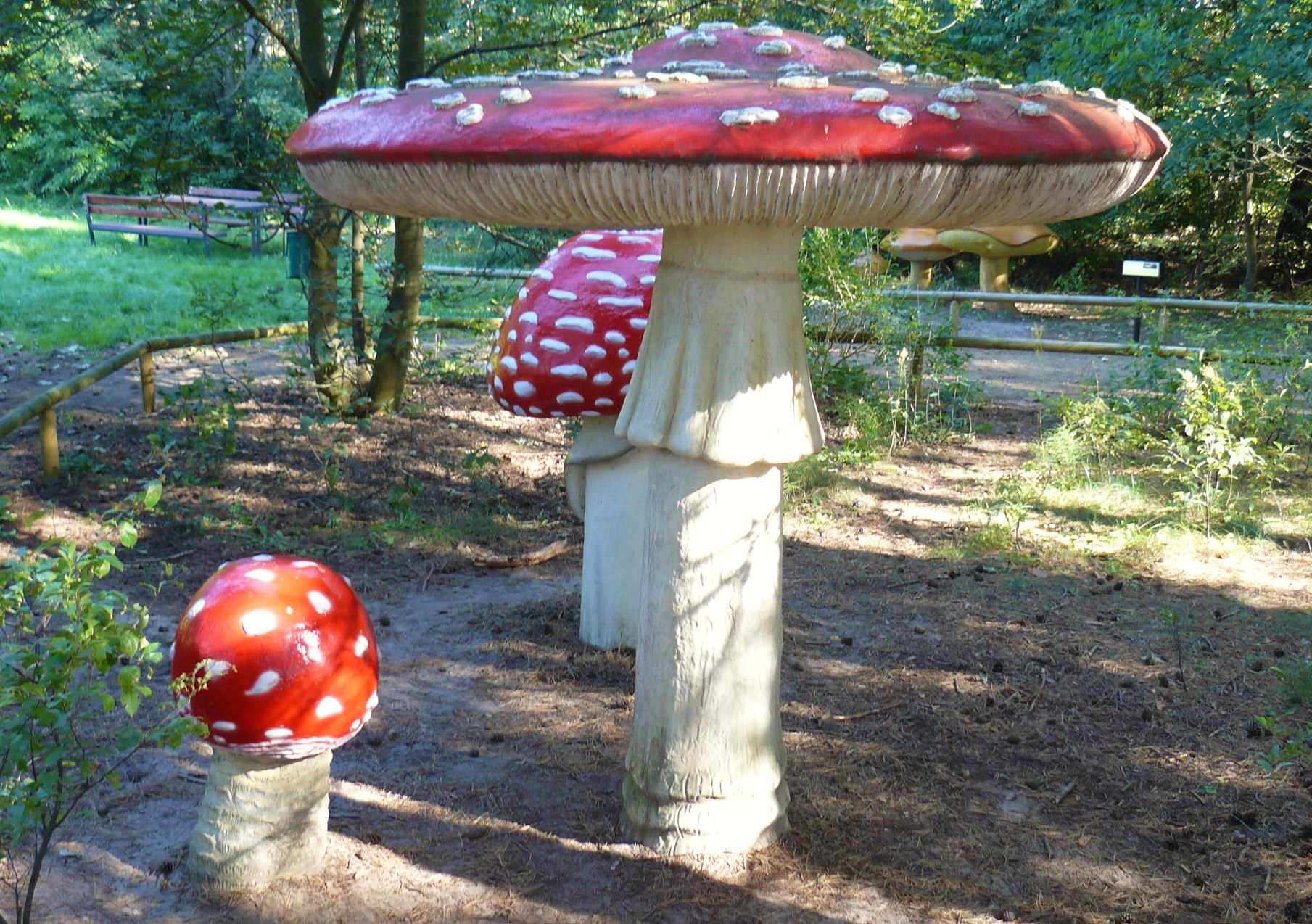
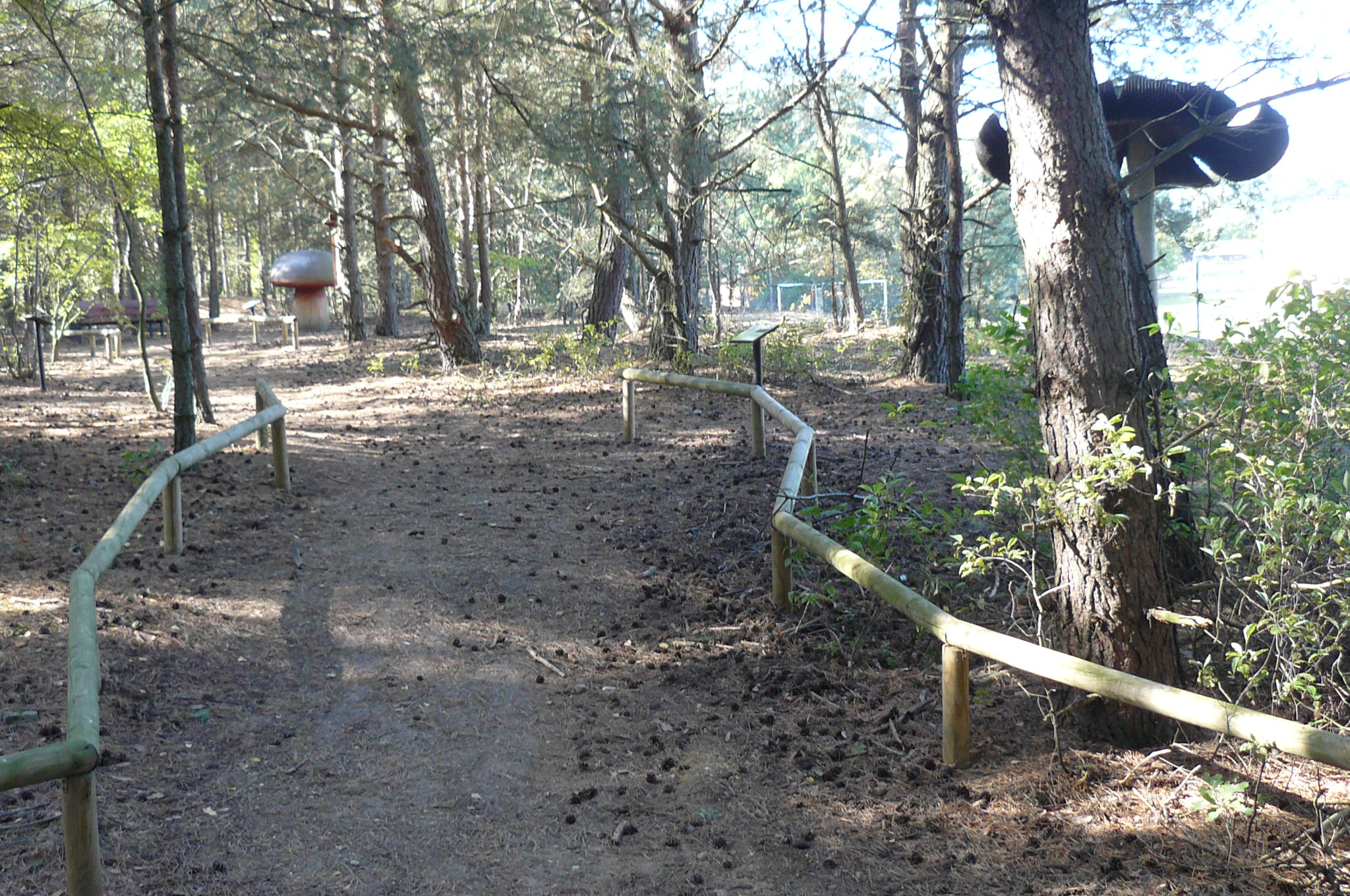
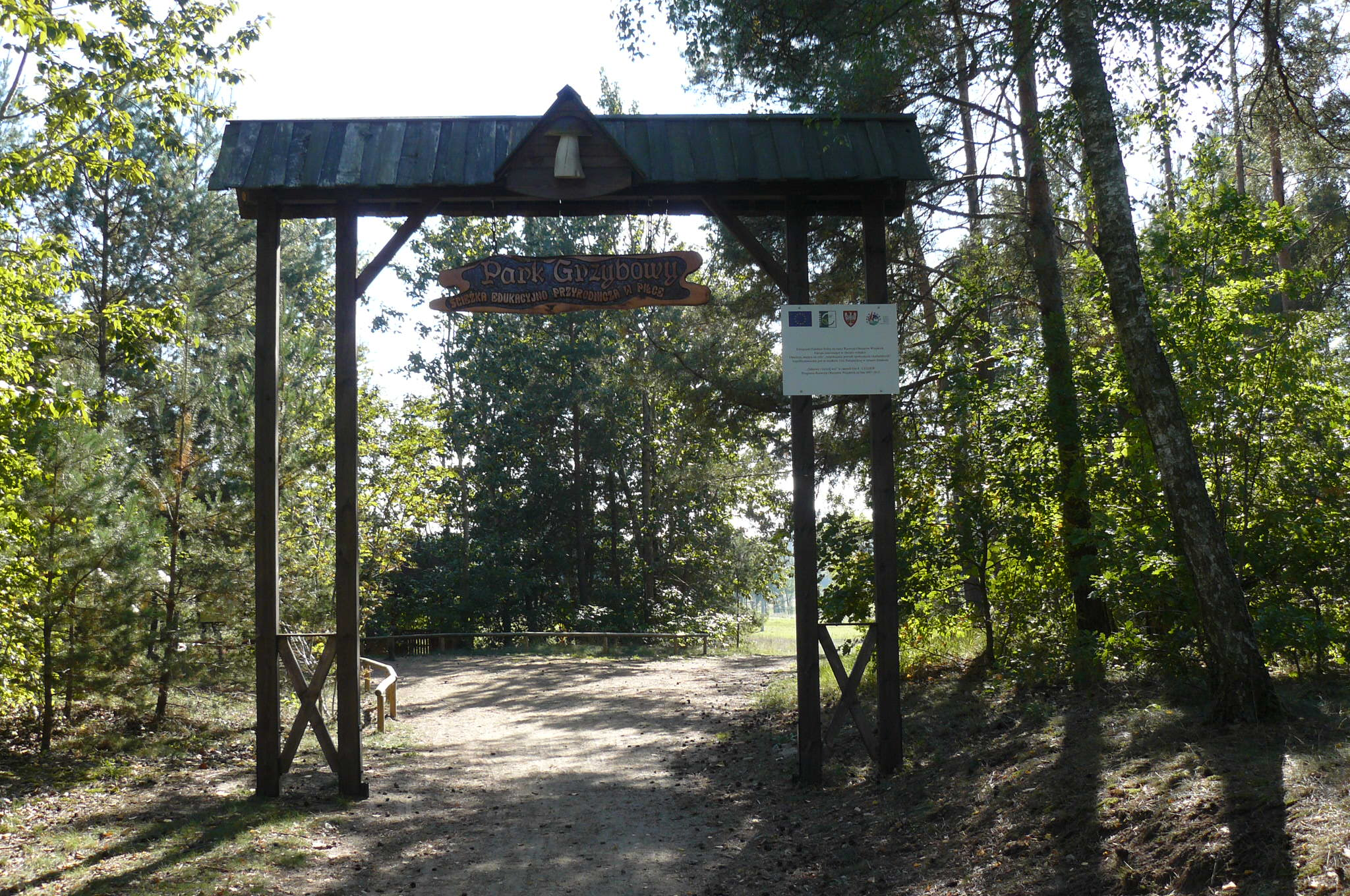
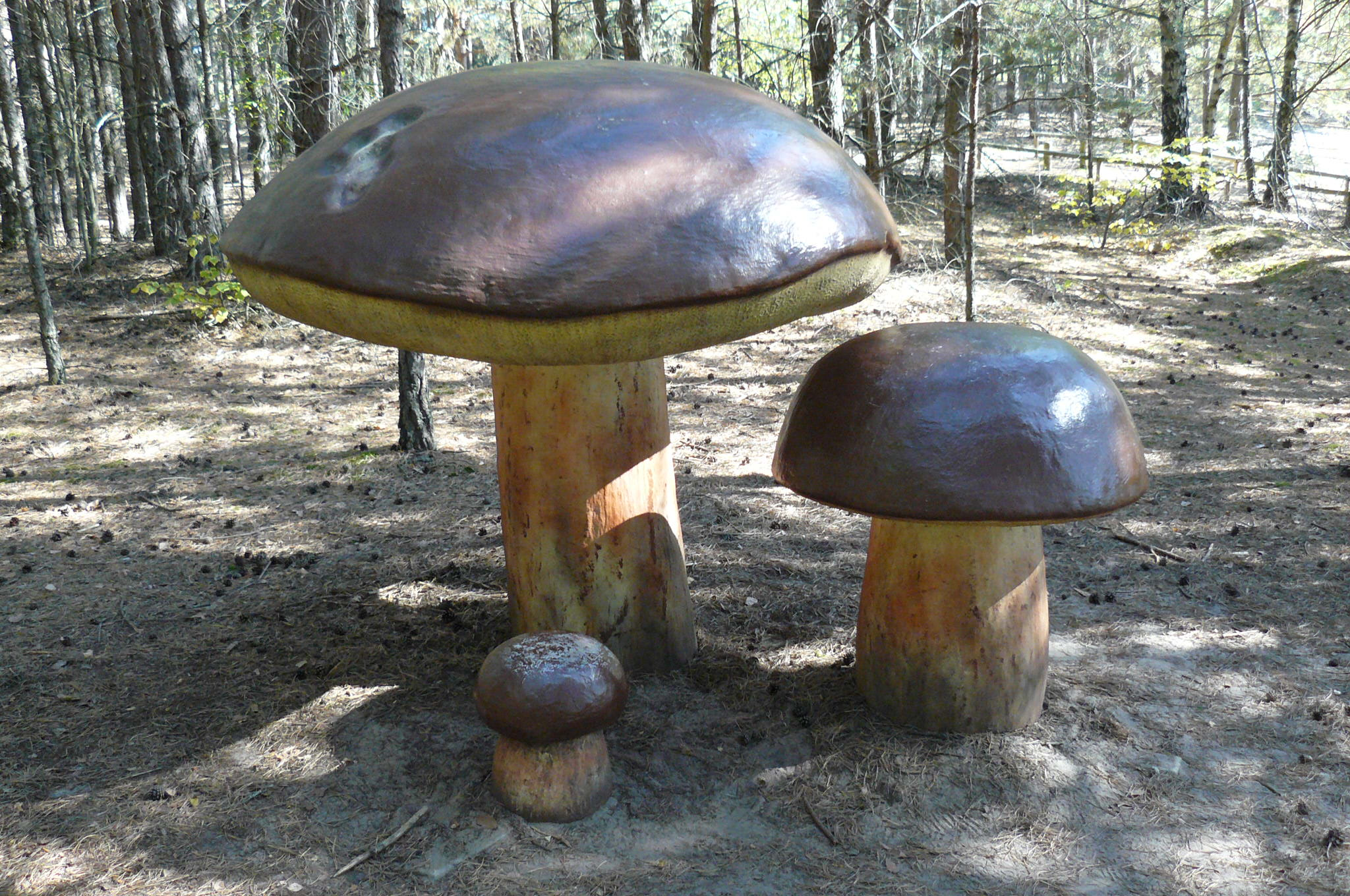
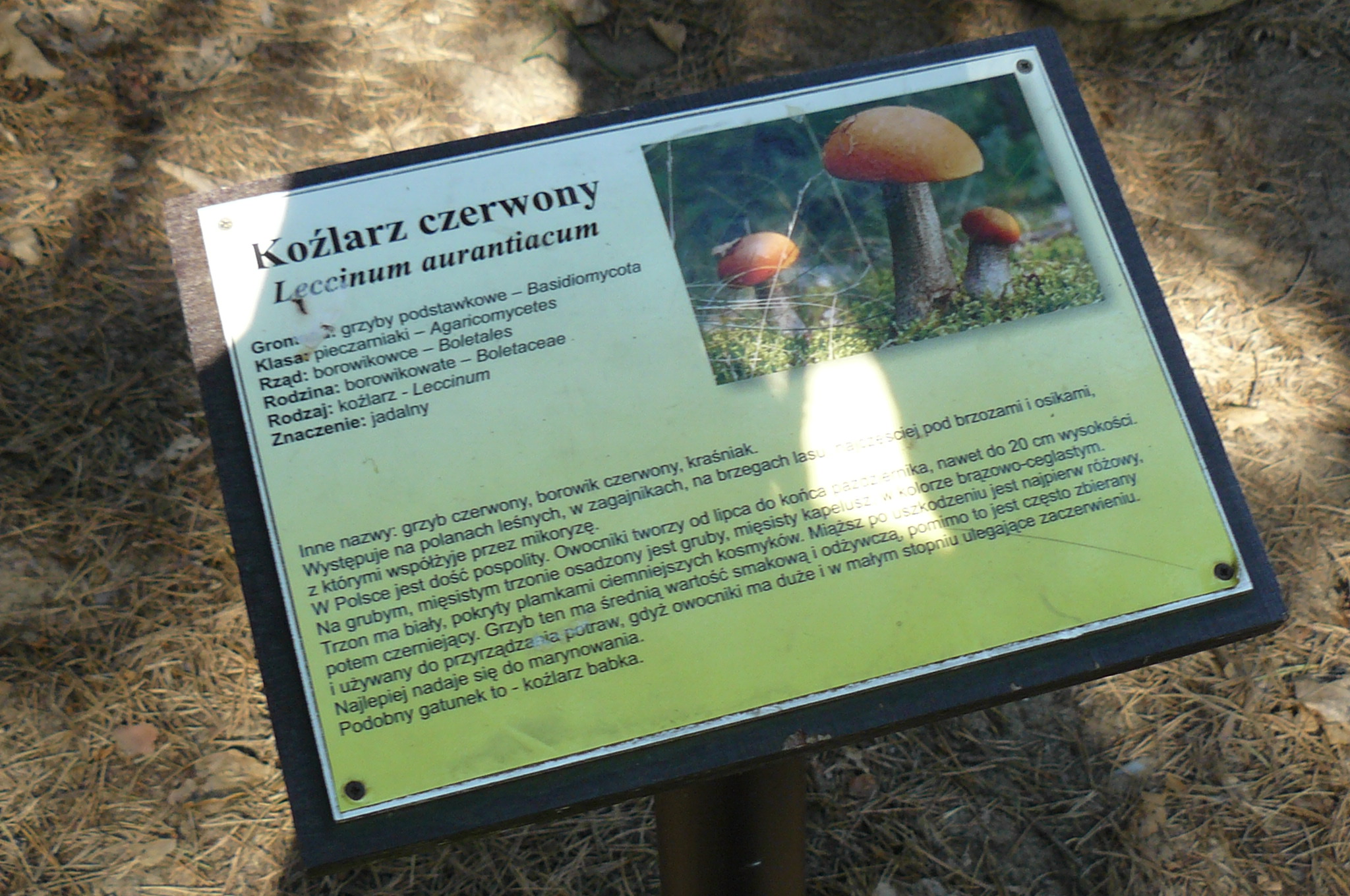
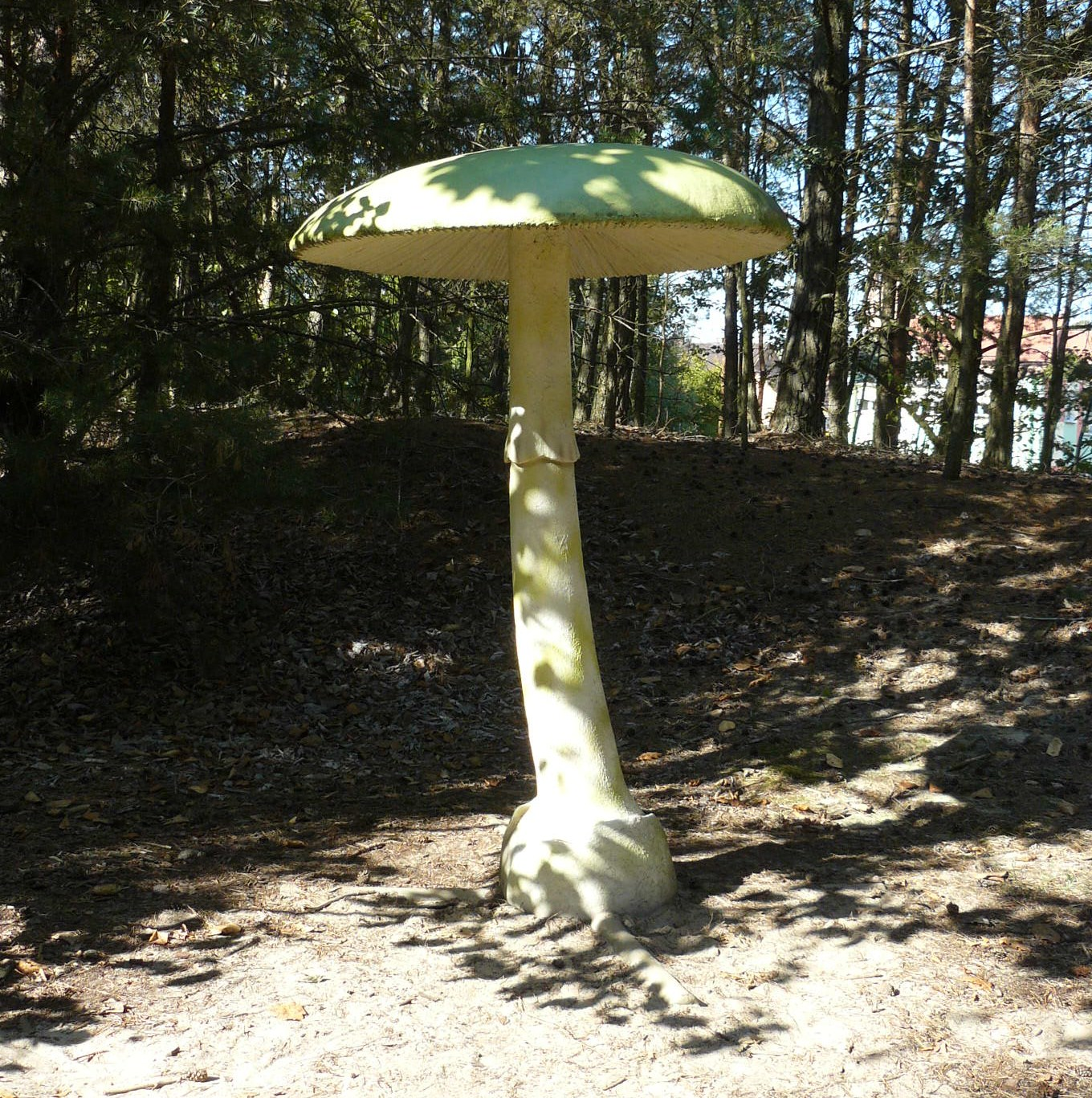
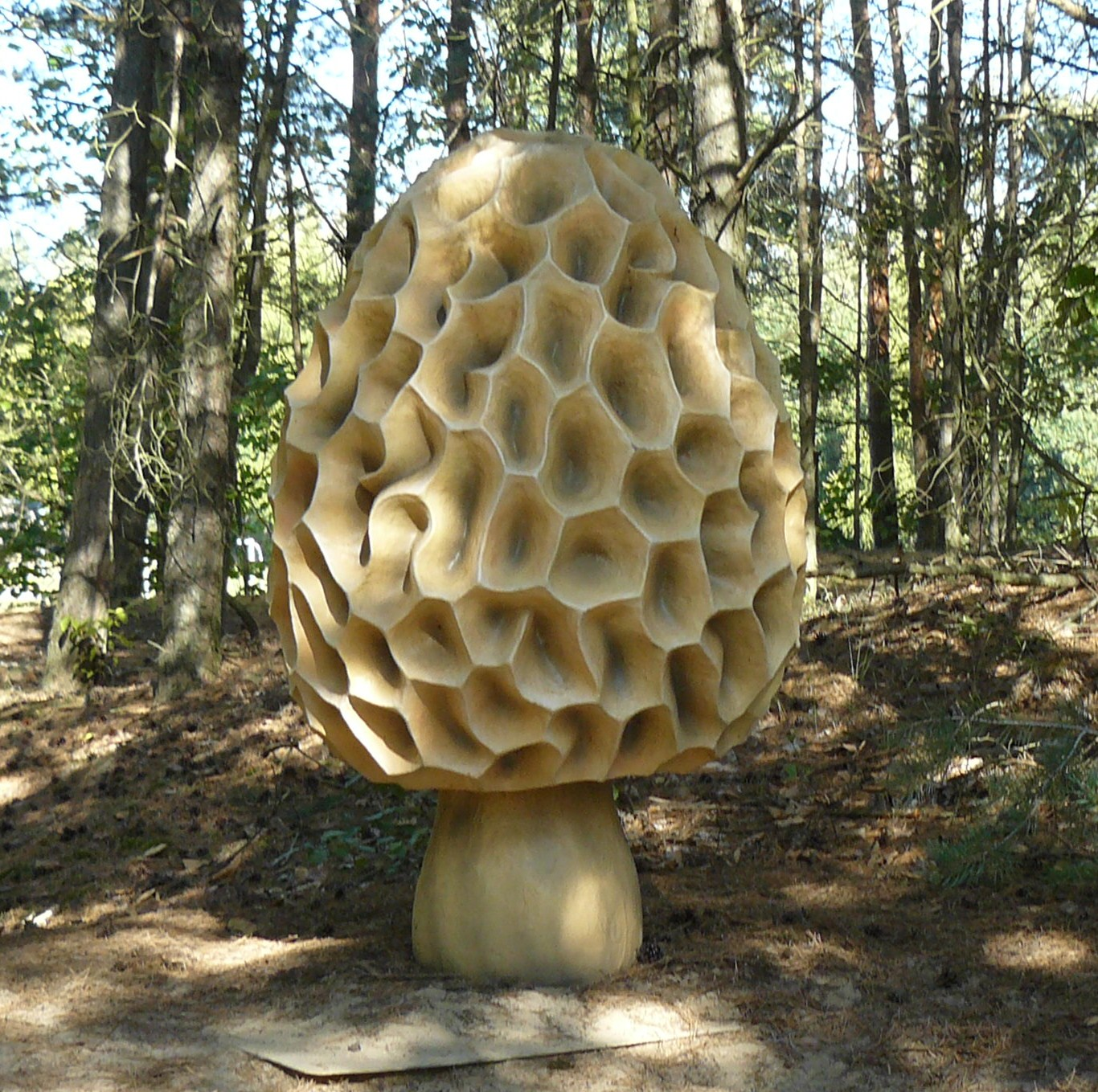
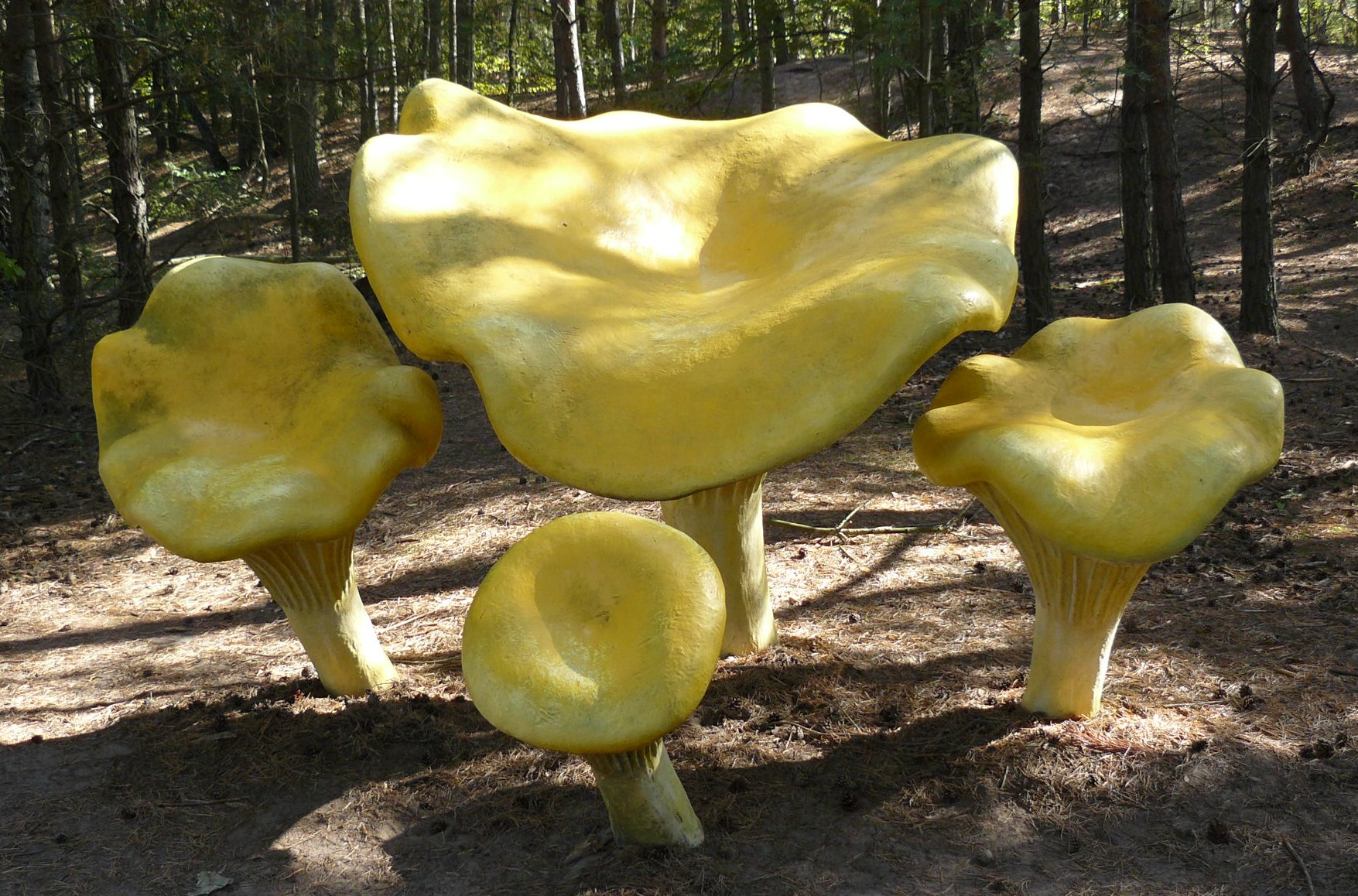
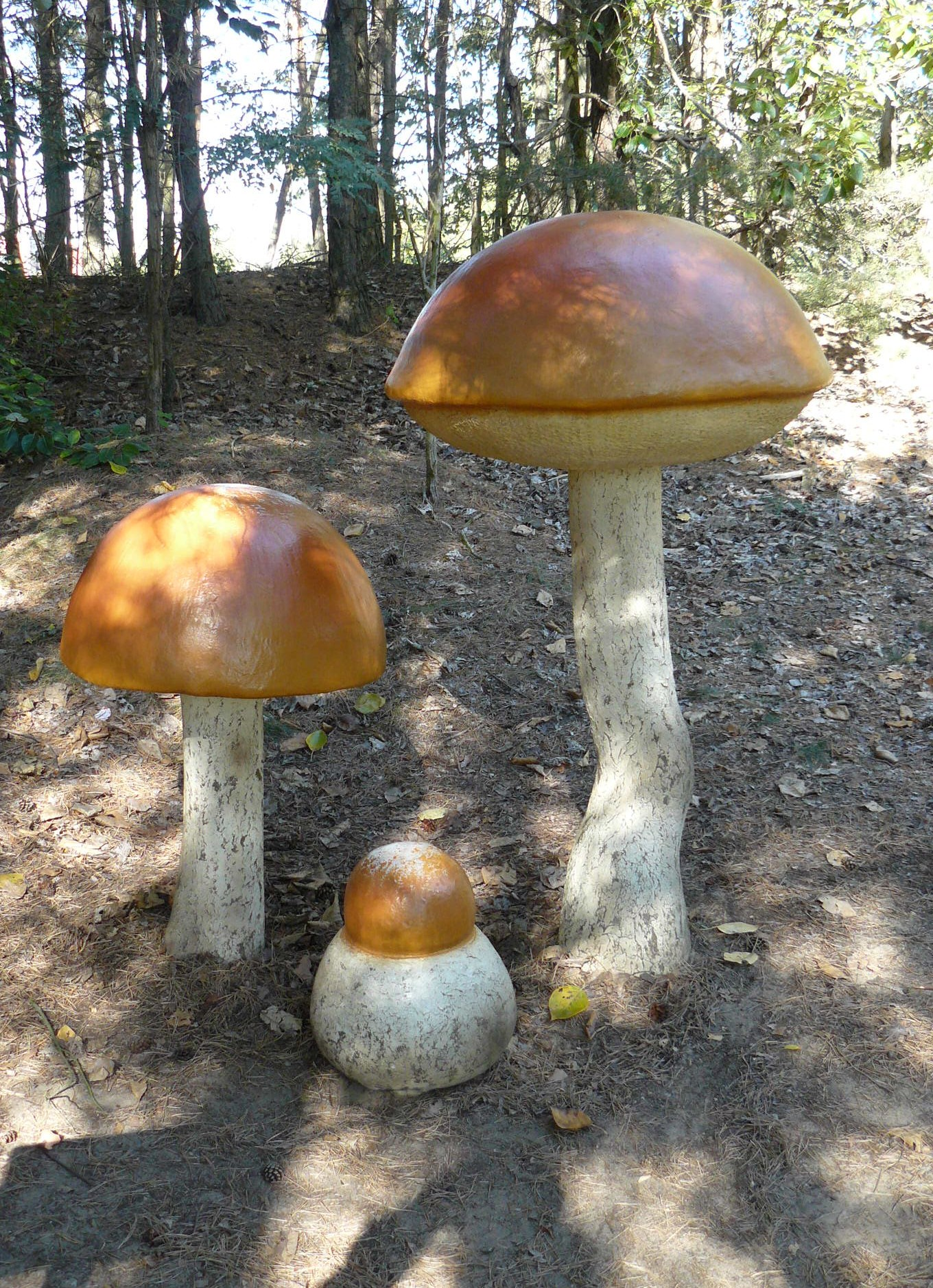
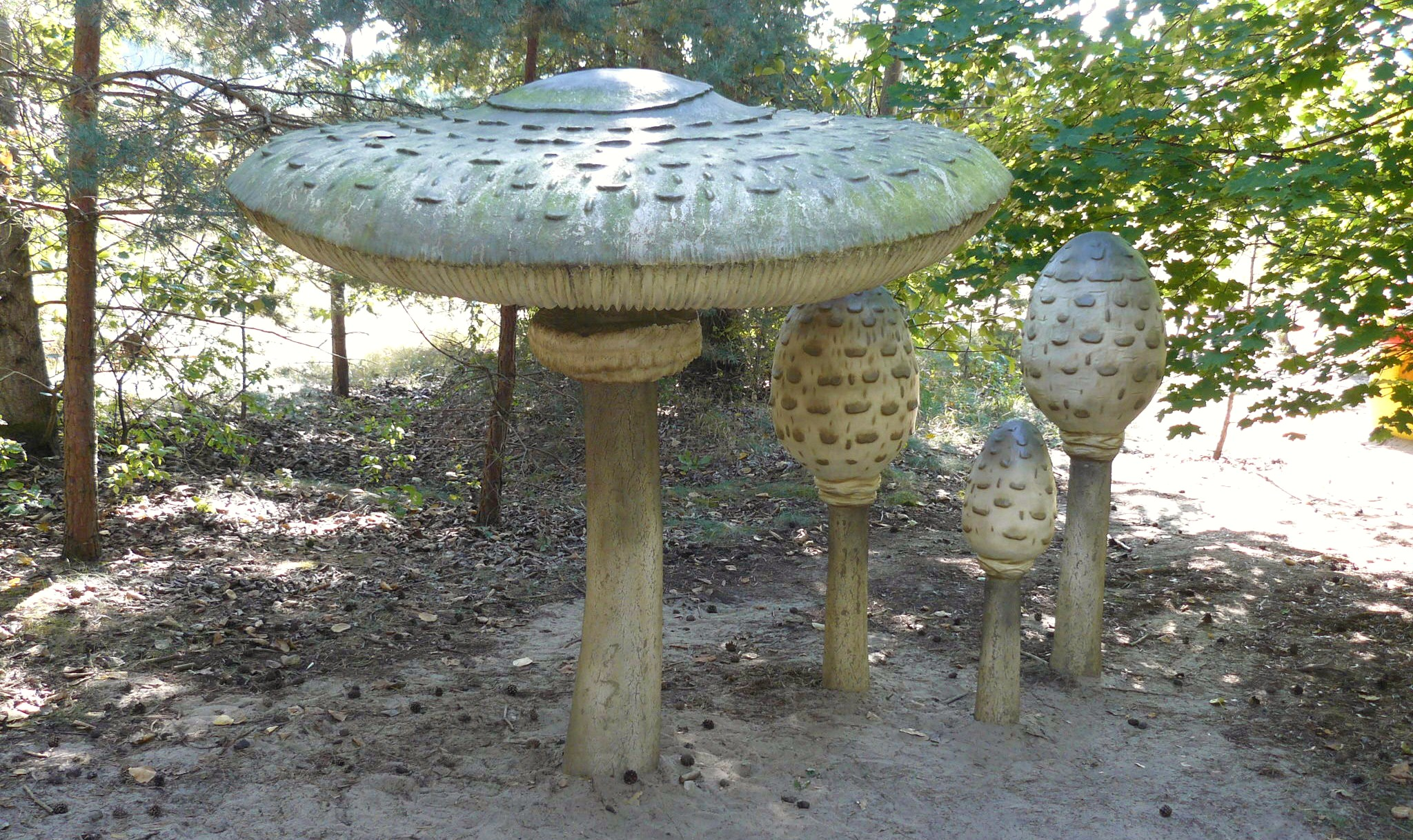
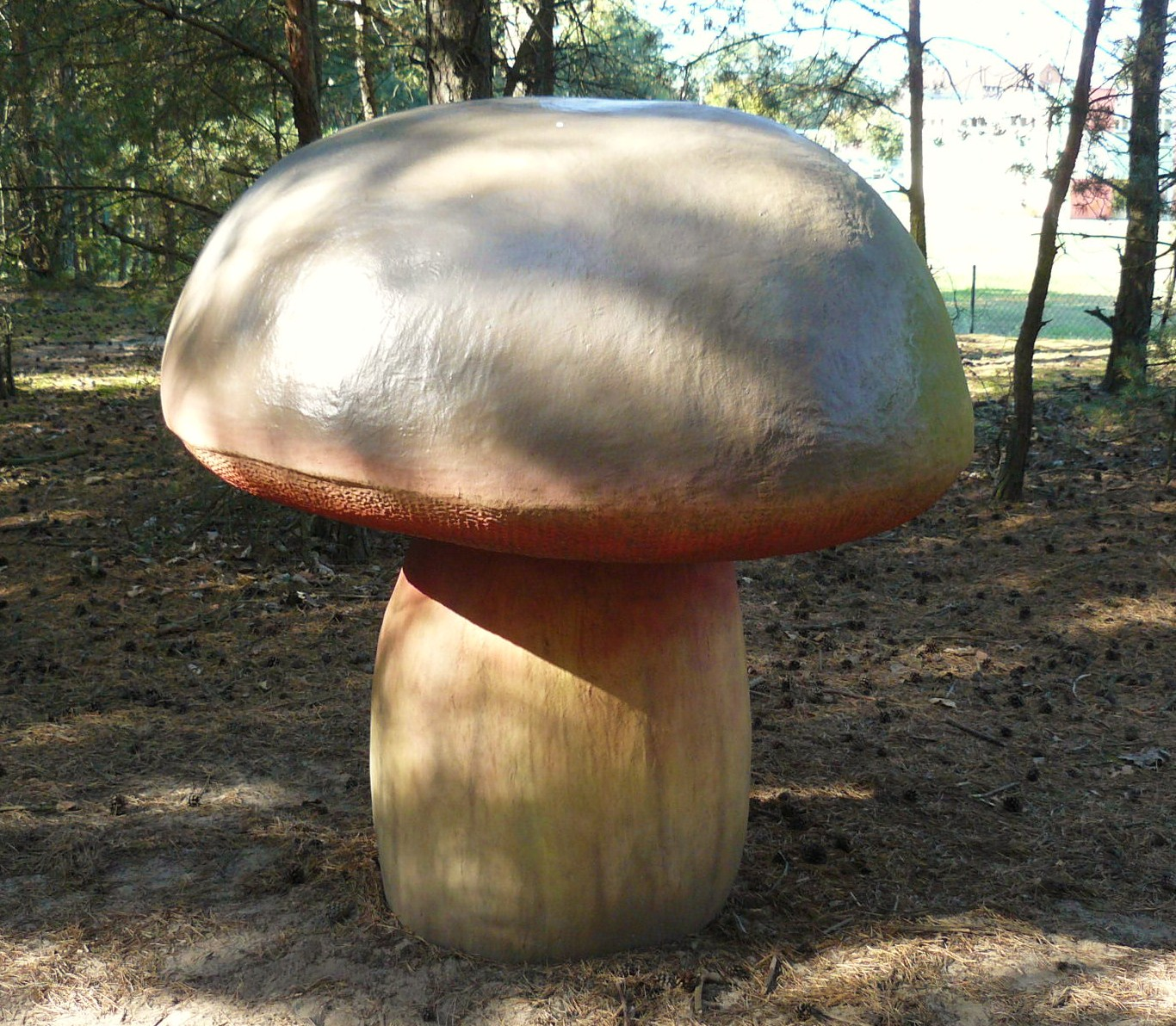
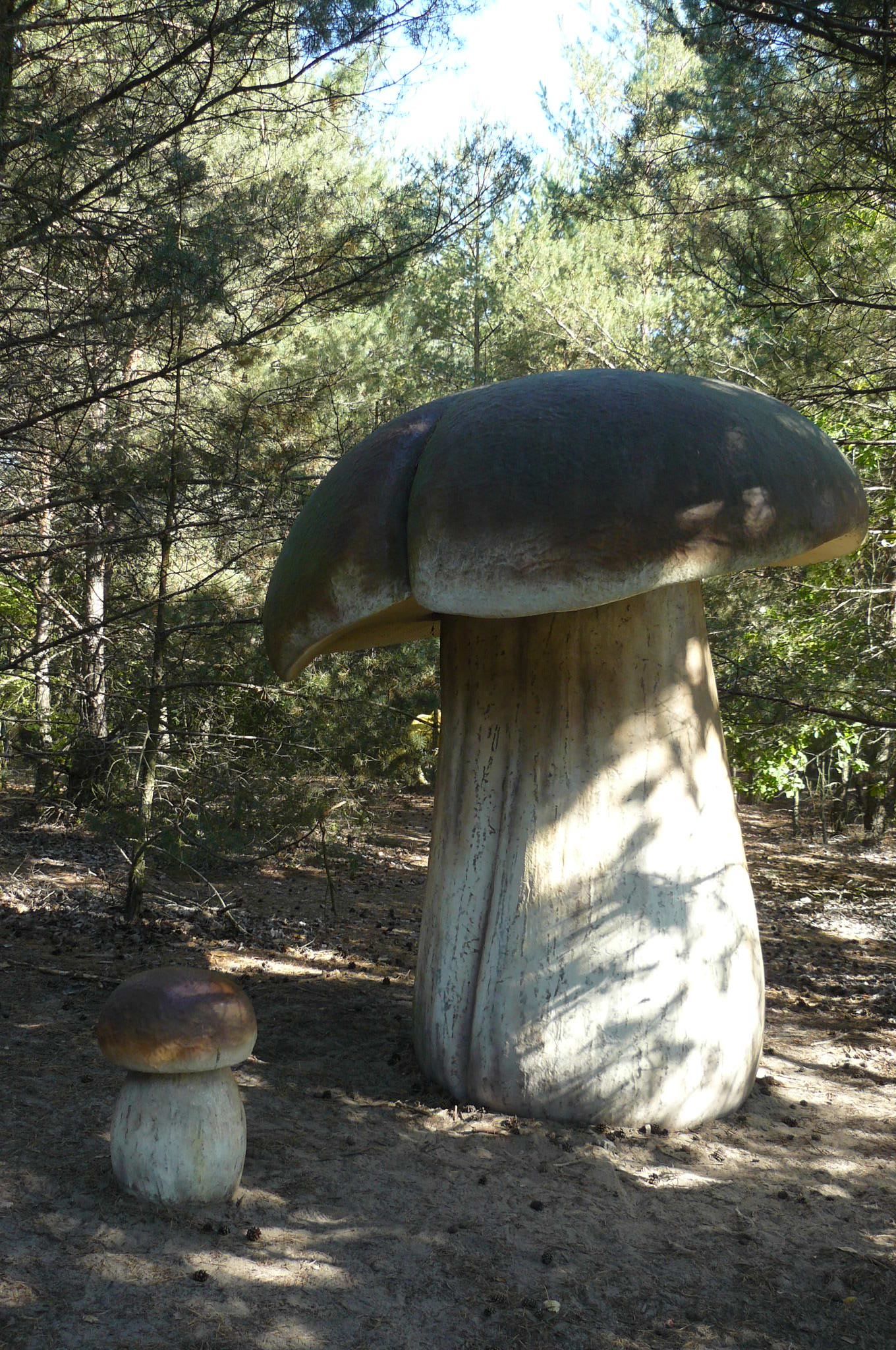
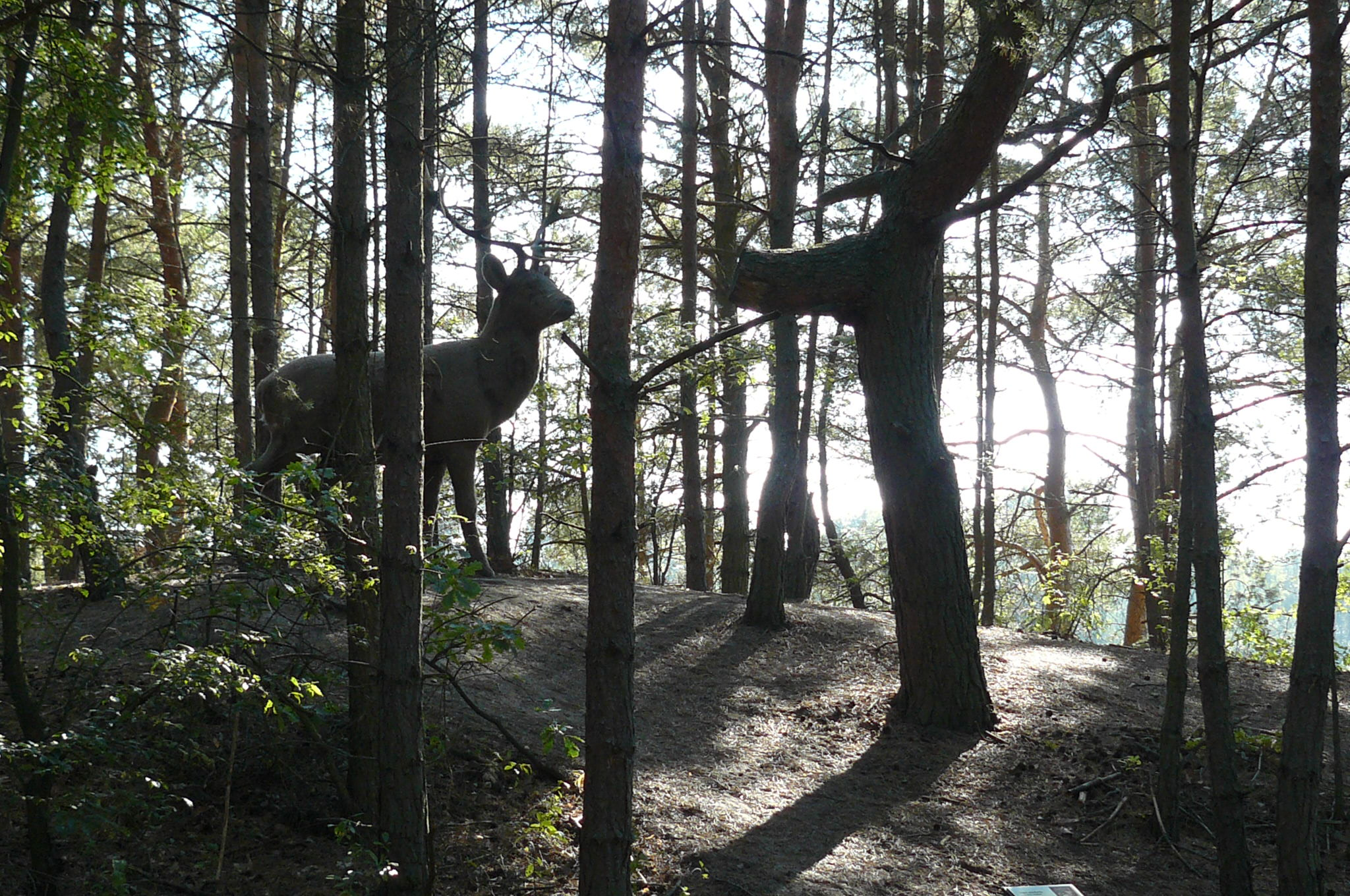
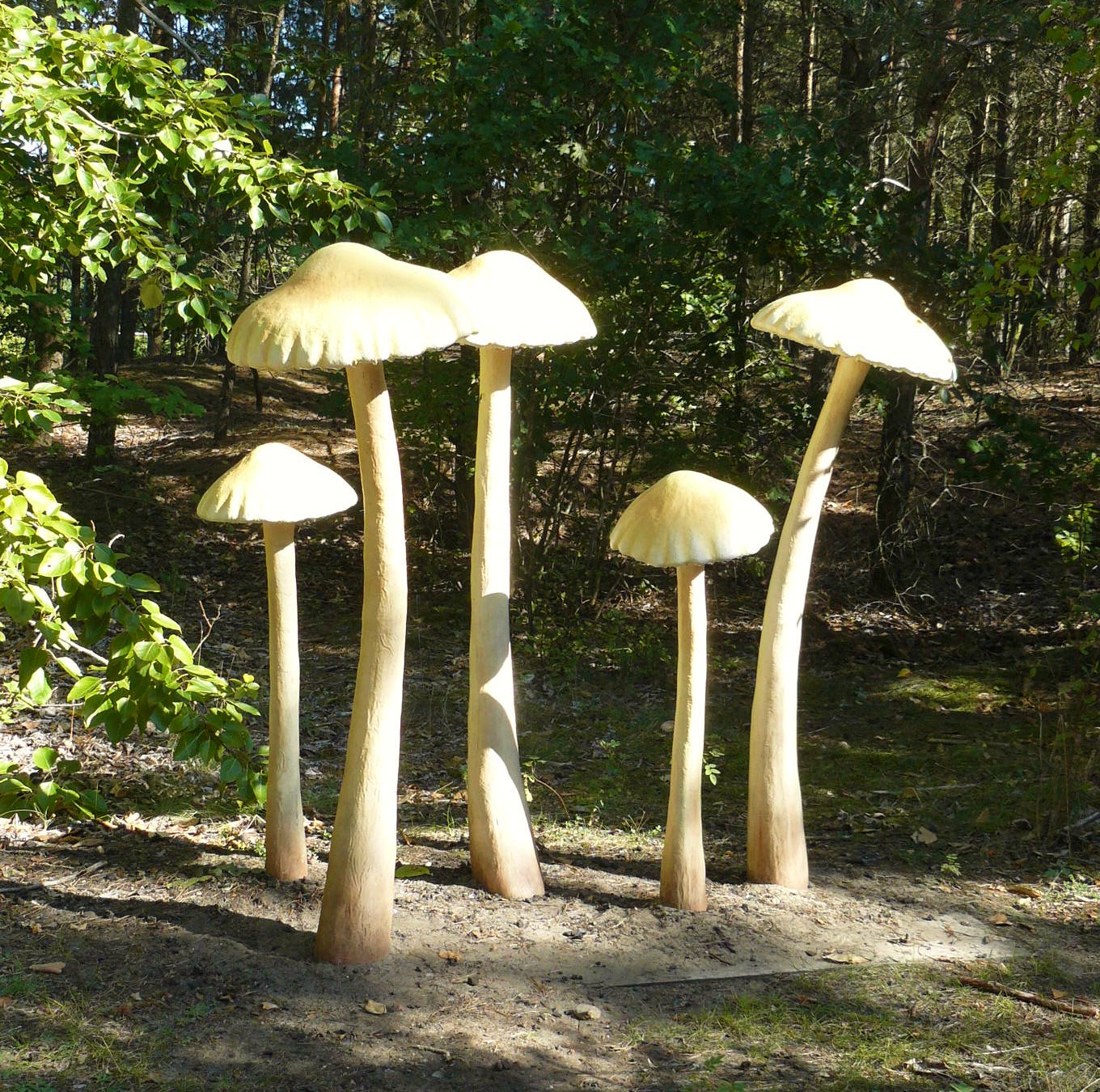